# Ahornkogl
Ahornkogl (2001 m n. m.) je hora v Wölzských Taurách na území rakouské spolkové země Štýrsko. Nachází se v krátké rozsoše, která vybíhá severovýchodním směrem od bezejmenné kóty 2033 m (poblíž lokality Oberer Tanzboden). Kóta 2033 m leží v jednom ze severních bočních hřebenů Wölzských Taur. Ahornkogl je vklíněn mezi údolí potoka Ahornkoglbach na severozápadě a údolí potoka Wolfnalbach na jihovýchodě. Severovýchodní svahy hory klesají k břehům říčky Donnersbach.

## Přístup
- po značené turistické cestě č. 919 od chaty Finsterkaralm na kótu 2033 m, pak po neznačené odbočce na vrchol